# Круме Волнаров
Круме Ицков Волнаров с псевдоним Коля е югославски комунистически партизанин и народен герой на Югославия.

## Биография
Роден е като Крум Волнаров през 1909 година в град Прилеп. След като завършва основното си образование работи в магазин на прилепския пазар. След това става гимнастик и участва в различни конкурси в Сърбия и други страни.
По-късно се присъединява към работническото движение и се свързва с известния комунистически деец Кузман Йосифовски. Включва се активно в комунистическата съпротива срещу Нацистка Германия. През 1943 година става околийски секретар на ЮКП за Прилеп. Като сътрудник на ЮКП се опитва да мобилизира населението да сътрудничи на Първа македонско-косовска бригада срещу българската армия, която се явява съюзник на Германия. От 1944 година Волнаровски се установява по-трайно в Прилеп и активно участва в подготовката за избиране на делегати на АСНОМ.
През май 1944 година след като делегатите се разотиват, Волнаровски и друг член на ЮКП Киро Гаврилоски, останали в къщата, където се провежда срещата. Полицията узнава местонахождението им и обгражда къщата. Последва стрелба и къщата е запалена от българската полиция. Киро Гаврилоски се самоубива, а Волнаровски е заловен и умира на 9 май 1944 година.
На 11 октомври 1953 година е провъзгласен за национален герой на Югославия. Името му е македонизирано на Волнаровски или Волнароски.